# Оушен-Сіті (Нью-Джерсі)
Оушен-Сіті (англ. Ocean City) — місто (англ. city) в США, в окрузі Кейп-Мей штату Нью-Джерсі. Населення — 11 229 осіб (2020).

## Географія
Оушен-Сіті розташований за координатами 39°15′49″ пн. ш. 74°36′17″ зх. д. / 39.26361° пн. ш. 74.60472° зх. д. (39.263596, -74.604605).  За даними Бюро перепису населення США в 2010 році місто мало площу 27,96 км², з яких 16,40 км² — суходіл та 11,56 км² — водойми. В 2017 році площа становила 29,93 км², з яких 17,39 км² — суходіл та 12,54 км² — водойми.

### Клімат
| Клімат : Оушен-Сіті     | Клімат : Оушен-Сіті | Клімат : Оушен-Сіті | Клімат : Оушен-Сіті | Клімат : Оушен-Сіті | Клімат : Оушен-Сіті | Клімат : Оушен-Сіті | Клімат : Оушен-Сіті | Клімат : Оушен-Сіті | Клімат : Оушен-Сіті | Клімат : Оушен-Сіті | Клімат : Оушен-Сіті | Клімат : Оушен-Сіті | Клімат : Оушен-Сіті |
| Показник                | Січ.                | Лют.                | Бер.                | Квіт.               | Трав.               | Черв.               | Лип.                | Серп.               | Вер.                | Жовт.               | Лист.               | Груд.               | Рік                 |
| Середній максимум, °C   | 5,3                 | 6,6                 | 10,4                | 15,8                | 20,9                | 25,8                | 28,4                | 27,7                | 24,6                | 18,7                | 13,5                | 8,0                 | 17,2                |
| Середня температура, °C | 0,9                 | 2,1                 | 5,7                 | 10,9                | 16,1                | 21,2                | 24,1                | 23,4                | 20,0                | 13,9                | 8,8                 | 3,6                 | 12,6                |
| Середній мінімум, °C    | −3,4                | −2,4                | 0,9                 | 6,1                 | 11,3                | 16,6                | 19,7                | 19,2                | 15,4                | 9,2                 | 4,1                 | −0,8                | 8,1                 |
| Норма опадів, мм        | 84                  | 74                  | 108                 | 94                  | 86                  | 80                  | 93                  | 108                 | 84                  | 92                  | 86                  | 97                  | 1085                |
| Вологість повітря, %    | 67.5                | 65.6                | 62.5                | 62.7                | 67.3                | 71.6                | 71.9                | 74.1                | 72.4                | 71.6                | 68.9                | 68.1                | 68.7                |
| ----------------------- | ------------------- | ------------------- | ------------------- | ------------------- | ------------------- | ------------------- | ------------------- | ------------------- | ------------------- | ------------------- | ------------------- | ------------------- | ------------------- |
| Джерело: PRISM          |                     |                     |                     |                     |                     |                     |                     |                     |                     |                     |                     |                     |                     |

## Демографія
Згідно з переписом 2010 року, у місті мешкала 11 701 особа в 5890 домогосподарствах у складі 3087 родин. Було 20871 помешкання
Расовий склад населення:
| - 92,1 % — білих - 3,5 % — чорних або афроамериканців - 0,7 % — азіатів - 0,1 % — корінних американців - 1,9 % — осіб інших рас |

До двох чи більше рас належало 1,7 %. Частка іспаномовних становила 5,5 % від усіх жителів.
За віковим діапазоном населення розподілялося таким чином: 14,4 % — особи молодші 18 років, 55,9 % — особи у віці 18—64 років, 29,7 % — особи у віці 65 років та старші. Медіана віку мешканця становила 53,6 року. На 100 осіб жіночої статі у місті припадало 88,7 чоловіків;  на 100 жінок у віці від 18 років та старших — 86,4 чоловіків також старших 18 років.
Середній дохід на одне домашнє господарство  становив 85 998 доларів США (медіана — 57 813), а середній дохід на одну сім'ю — 108 603 долари (медіана — 83 721). Медіана доходів становила 62 708 доларів для чоловіків та 51 959 доларів для жінок. За межею бідності перебувало 9,4 % осіб, у тому числі 12,2 % дітей у віці до 18 років та 5,1 % осіб у віці 65 років та старших.
Цивільне працевлаштоване населення становило 5028 осіб. Основні галузі зайнятості: освіта, охорона здоров'я та соціальна допомога — 25,7 %, мистецтво, розваги та відпочинок — 14,5 %, науковці, спеціалісти, менеджери — 11,3 %, фінанси, страхування та нерухомість — 10,8 %.